# Quítxua de Cusco
El quítxua de Cusco (quítxua Qusqu qhichwa simi) és un dialecte modern del quítxua meridional parlat al departament del Cusco, al Perú, per aproximadament 1,5 milions de persones segons el SIL. Pertany al grup C o quítxua meridional del quítxua II i és la variant quítxua preferida i empleada per la Acadèmia Major de la Llengua Quítxua.

## Fonologia
Encara es debat si el quítxua de Cusco té cinc vocals /a, e, i, o, u/ o tres: /a, i, u/.
|            |           | Bilabial | Alveolar | Palatal | Velar | Uvular | Glotal |
| ---------- | --------- | -------- | -------- | ------- | ----- | ------ | ------ |
| Ocusiva    | plana     | p        | t        | t͡ʃ      | k     | q      |        |
| Ocusiva    | aspirada  | pʰ       | tʰ       | t͡ʃʰ     | kʰ    | qʰ     |        |
| Ocusiva    | ejectiva  | pʼ       | tʼ       | t͡ʃʼ     | kʼ    | qʼ     |        |
| Fricativa  | Fricativa |          | s        | ʃ       | x     | χ      | h      |
| Nasal      | Nasal     | m        | n        | ɲ       |       |        |        |
| Aproximant | plain     |          |          | j       | w     |        |        |
| Aproximant | lateral   |          | l        | ʎ       |       |        |        |
| Bategant   | Bategant  |          | ɾ        |         |       |        |        |

## Gramàtica
Igual que tota la família quítxua, el quítxua de Cusco posseeix sufixos que es van agregant a l'arrel per a modificar-la i agregar-li significats.
El quítxua de Cusco comparteix amb els seus parells meridionals d'Ayacucho, Puno i fins a Bolívia bastant de la seva gramàtica bàsica i la mútua comunicació és perfectament possible donada la seva proximitat.

### Pronoms
El quítxua de Cusco posseeix 7 pronoms:
|    | Quítxua de Cusco | Quítxua del nord                     | Quítxua d'Ancash | Català                 |
| -- | ---------------- | ------------------------------------ | ---------------- | ---------------------- |
| 1r | Noqa             | Ñuka                                 | Nuqa             | Jo                     |
| 2n | Qan              | Kan                                  | Qam              | Tu                     |
| 3r | Pay              | Pay                                  | Pay              | Ell                    |
| 4t | Noqanchis        | Ñukanchik (Ñukapash kanpash)         | Nuqantsik        | Nosaltres (i tu)       |
| 5è | Noqayku          | Ñukanchik (Shinapash raja kan/kikin) | Nuqakuna         | Nosaltres (Però no tu) |
| 6è | Qankuna          | Kankuna                              | Qamkuna          | Vostès                 |
| 7è | Paykuna          | Paykuna                              | Paykuna          | Ells(es)               |

### Verb

#### Conjugació verbal bàsica
La conjugació verbal en quítxua de Cusco distingeix 7 pronoms i bàsicament 2 temps verbals. Així, la conjugació de present serveix moltes vegades també per a accions passades, mentre que per a tota acció futura per pròxima que sigui utilitza sempre conjugació de futur. En cas d'ambigüitat sobre el temps passat, el quítxua posseeix el sufix -rqa (Exemple: purirqani) per a indicar el passat de manera inequívoca.
Per exemple, en la frase "Qayna wata tusuqmi hamun" (Va venir un ballarí l'any passat), no hi ha necessitat d'usar el sufix -rqa perquè ja "qayna" indica el passat. Igualment en la frase "Chaymanta, sapachallaypi purikapuni" (Després, em vaig retirar sòlit) la conjugació en no-futur ens deixa amb una interpretació en passat com a millor elecció.
Finalment en la frase "Papata wayk'ukunki" (Et vas cuinar/cuines/cuinaras papa) només el context pot ajudar a saber com de les opcions és la correcta. En cas aquest no sigui suficient, aquí és recomanable usar -rqa o algun adverbi per a evitar l'ambigüitat. Així "Papata wayk'ukurqanki" (Et vas cuinar papa) no deixa dubte que es refereix al passat.
|           | No futur     | Futur        |
| --------- | ------------ | ------------ |
| Nuqa      | Qhawani      | Qhawasaq     |
| Qam       | Qhawanki     | Qhawanki     |
| Pay       | Qhawan       | Qhawanqa     |
| Nuqanchik | Qhawanchik   | Qhawasun     |
| Nuqayku   | Qhawayku     | Qhawasaqku   |
| Qamkuna   | Qhawankichik | Qhawankichik |
| Paykuna   | Qhawanku     | Qhawanqaku   |

## Obres
- Simi Taqe: Diccionario de Quechua Cusqueño contemporáneo Diccionario Qheswa - Español - Qheswa del idioma Quechua de la Academia Mayor de la Lengua Quechua
- Vocabulario dela lengva general de todo el Perv llamada lengva Qquichva o del Inca, Quechva Cortesano del Ccuzco, 1608 Diccionario Qquichva-Castellano-Qquichva del Quechua Incaico. La lengua Quechua Cuzqueño antiguo del incanato.
- Gramática y arte nueva dela lengva general de todo el Perv, llamada lengva Qquichva, o Lengva del Inca, 1607 Gramática del Quechua clásico incaico del tiempo colonial. El Quechua del Cuzco como hablaban los Incas cortesanos, por Fray Diego González Holguín.
- Diccionario trilingüe/ Quechua de Cusco/ Qhiswq, English, Castellano por Esteban Hornberger S.and Nancy H. Hornberger ISBN 978-612-4121-09-8